# Nagrody filmowe Mainichi
Nagrody filmowe Mainichi (jap. 毎日映画コンクール Mainichi Eiga Konkūru) – coroczna gala nagród filmowych, sponsorowana od 1946 roku przez Mainichi Shimbun, jedną z największych gazet w Japonii. Jest to pierwszy festiwal filmowy w Japonii.

## Historia
Początki konkursu sięgają 1935 roku, kiedy gazeta Mainichi Shimbun zorganizowała festiwal Zen Nihon eiga konkūru, który został przerwany podczas II wojny światowej.

## Kategorie
- Nagroda Filmowa Mainichi dla Najlepszego Filmu
- Nagroda Filmowa Mainichi dla Doskonałości Filmowej
- Nagroda Filmowa Mainichi dla Najlepszego Reżysera
- Nagroda Filmowa Mainichi za Najlepsze Zdjęcia
- Nagroda Filmowa Mainichi za Najlepszą Reżyserię Artystyczną
- Nagroda Filmowa Mainichi dla Najlepszego Filmu Animowanego
- Nagroda Filmowa Mainichi za Najlepszą Rolę Pierwszoplanową (2024–)
- Nagroda Filmowa Mainichi za Najlepszą Rolę Drugoplanową (2024–)
- Nagroda Filmowa Mainichi dla Najlepszego Aktora (1947–2023)
- Nagroda Filmowa Mainichi dla Najlepszego Aktora Drugoplanowego (1947–2023)
- Nagroda Filmowa Mainichi dla Najlepszej Aktorki (1947–2023)
- Nagroda filmowa Mainichi dla Najlepszej Aktorki Drugoplanowej (1947–2023)
- Nagroda Filmowa Mainichi za Najlepszą Muzykę Filmową
- Nagroda Filmowa Mainichi dla Najlepszego Filmu Zagranicznego
- Nagroda filmowa Mainichi za Najlepszy Scenariusz
- Nagroda Filmowa Mainichi dla Najlepszej Muzyki
- Nagroda filmowa Mainichi za Najlepsze Nagranie Dźwiękowe
- Nagroda Ōfuji Noburō
- Nagroda Kinuyo Tanaka